# PDAP1
PDAP1‏ (PDGFA associated protein 1) هوَ بروتين يُشَفر بواسطة جين PDAP1 في الإنسان.